# Sant Feliu de Vilajuïga
Sant Feliu de Vilajuïga és una església romànica de Vilajuïga (Alt Empordà) inclosa a l'Inventari del Patrimoni Arquitectònic de Catalunya.

## Descripció
Està situada dins del centre històric de la població de Vilajuïga, delimitada pels carrers de l'Església i del Call.

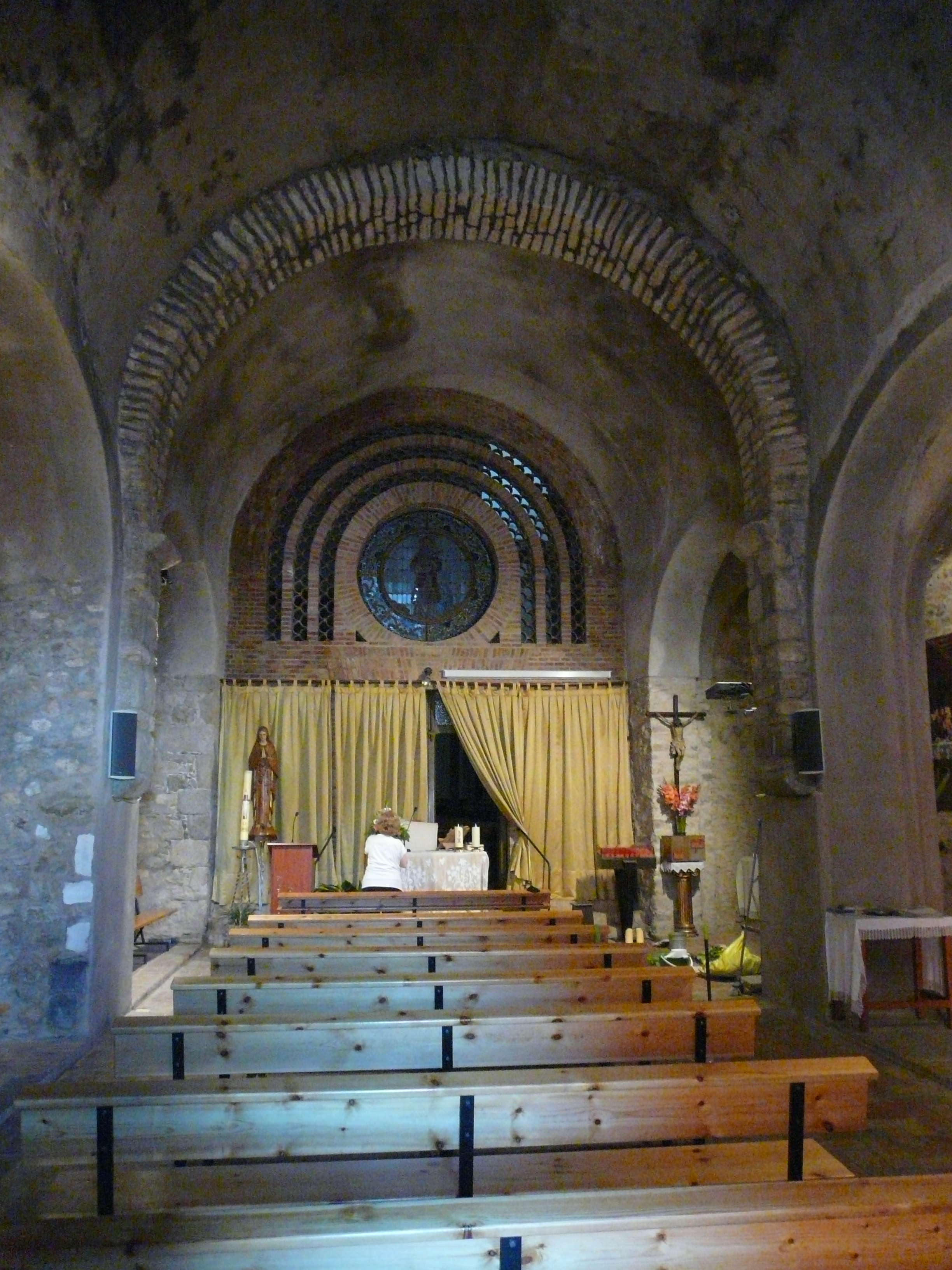
La part romànica de la nau, vista des de l'entrada de l'església. La part barroca comença darrera la cortina que es veu al fons.

És una església d'una sola nau amb capelles laterals i absis semicircular capçat a llevant. La nau presenta dos trams de diferent cronologia, la part romànica del segle xi i la nova església bastida entre els segles xvii i xvii<<<<<i. La nau romànica no conserva la capçalera original, ja que a l'extrem de llevant s'hi adossà la nova església, de dimensions molt més grans. Actualment, aquesta part romànica serveix de vestíbul al lloc de culte, corresponent a la nova construcció. La nau presenta volta de canó dividida en tres tramades per dos arcs torals de mig punt sobre pilars adossats fets de carreus i dovelles, i amb les impostes bisellades. Els murs laterals foren malmesos en eixamplar tardanament l'edificació, entre els segles xvii-xviii, amb la construcció de dues capelles laterals. Aquesta obra aprofità i reutilitzà materials i algun element del temple primitiu, com la cornisa exterior i una finestra d'una sola esqueixada, que ara es veu des de la sagristia. A l'interior, en el pas de comunicació entre les dues capelles laterals de tramuntana, hi ha un confessionari. Al sector de ponent del mur de migdia, a l'espai no malmès per les capelles laterals, hi ha una finestra de biaix simple. A la façana principal d'accés a l'interior del temple hi ha la porta romànica, d'obertura rectangular amb llinda plana i timpà llis, resseguit per una arquivolta de dents de serra i un guardapols. Damunt la porta hi ha un ull de bou modern.
La construcció d'època moderna s'uneix amb la nau romànica mitjançant una arcada tancada bastida amb rajols i gelosia, on s'obrí una finestra ovalada i una porta que comunica les dues parts de la nau. Aquesta part està coberta amb una volta de canó i llunetes, de la mateixa manera que les capelles laterals, obertes a la nau mitjançant arcs de mig punt. Presenta una cúpula central decorada amb motllures, disposada entre les capelles. Exteriorment, damunt del mur occidental de la nau contemporània, es dreça un campanar d'espadanya de tres pilars i dos arcs fets amb rajols, damunt d'un coronament circular.
A l'interior de la nau romànica, en una de les capelles de la banda de migdia, hi ha una antiga pica baptismal monolítica, sense decoració, atribuïda a l'època romànica, tot i que difícil datació. De la banda barroca, destaca el retaule de l'altar.
La construcció és de pedres de granit desbastades barrejades amb peces de pissarra i lligades amb morter de calç, disposades en filades més o menys regulars.

## Història
El lloc de "villa Iudaica" apareix com a possessió del monestir de Sant Pere de Rodes en documents dels anys 982 i 990, formant part del comtat d'Empúries. L'església de "Sancti Faelicis in villa Judaica" és esmentada l'any 1080 a l'acta d'un "judici de Déu" celebrat en aquest temple contra uns acusats d'haver comès un robatori contra l'abat de Sant Pere de Rodes. Altre esmenes són del 1127, del 1229, a les "Rationes Decimarum" (anys 1279 i 1280) i als nomenclàtors diocesans del segle xiv.
L'aprofitament d'elements de la part romànica destruïda en els murs de les capelles laterals tardanes, ha motivat interpretacions precipitades, segons les quals aquesta església romànica hauria tingut una planta poc corrent. (X. Barral, "L'Art pre-romànic a Catalunya", 1983)
També s'ha dit que es tracta d'una antiga sinagoga, sense fonamentar-ho en cap notícia històrica i només basant-se en l'etimologia del nom de la població.
Les capelles laterals que s'afegiren a la nau romànica han d'ésser anteriors al seu allargament, fet als segles XVIII-XIX. Es bastiren, probablement, al segle xvii o als primers temps del xviii i d'aquesta mateixa època deu ésser el confessionari.
La porta, de llinda recta, va ser restaurada l'any 2005.